# زمردماهی گونتر
زمردماهی گونتر (نام علمی: Pseudolabrus guentheri) نام یک گونه از خانواده زمردماهیان است.